# 1650 en France
Chronologie de la France
- 1646
- 1647
- 1648
- 1649
- 1650
- 1651
- 1652
- 1653
- 1654

Cette page concerne l’année 1650 du calendrier grégorien.

## Événements

### Janvier
- 14 janvier : accord entre la reine et le cardinal, d’une part, Gondi et la duchesse de Chevreuse, d’autre part[1]. La reine et Mazarin promettent le chapeau de cardinal à Gondi. Il s’agit de neutraliser ce dernier pendant qu’on prépare l’arrestation des princes[2].
- 18 janvier : Condé, son frère cadet, Conti et son beau-frère, le duc de Longueville sont arrêtés au Palais-Royal par Guitaut, capitaine des gardes de la reine, et emmenés à Vincennes[2]. Si Gaston d’Orléans s’en félicite : « Le beau coup de filet ! On vient de prendre un lion, un singe et un renard »., ce coup de force agite les amis des princes qui soulèvent la province (Normandie, Bourgogne, Guyenne). C’est le début de la Fronde des princes. La Rochefoucauld et Mme de Longueville auraient également été incarcérés s’ils n’avaient été avertis à temps. Ils gagnent tous deux la Normandie[3]. La Rochefoucauld, pour l’heure encore prince de Marcillac, se retire ensuite dans son gouvernement du Poitou ; il s’y prépare à la résistance. Il projette d'’aller ensuite soulever Bordeaux, en s’appuyant sur l’Ormée.
- 20 janvier : publication de la Lettre du roi datée du 19 janvier sur la détention des princes de Condé, de Conti et du duc de Longueville, le jour où elle est envoyée au Parlement[4].
- 22 janvier : le Parlement rend un arrêt de non-lieu en faveur de François de Vendôme, Gondi et Broussel, dans l’affaire du — faux — attentat contre le carrosse de Condé[5].
- 23 janvier : Gaston d’Orléans donne un bal au Luxembourg. La Rivière, son homme de confiance, tenu éloigné de la conspiration contre les princes, quitte Gaston. Il a pris soudain conscience de sa disgrâce et ne reviendra plus[6]. Ce La Rivière est universellement décrié (Mazarin, Boileau, Cosnac, Saint-Simon), il est cinq ans plus tard évêque de Langres et le restera jusqu’à sa mort.

### Février
- 1er février : la famille royale, bientôt rejointe par Mazarin, quitte Paris pour Rouen, soulevé par la duchesse de Longueville[7]. L’armée royale est commandée par le comte d’Harcourt qui commence par assiéger Chamboy à Pont-de-l’Arche ; celui-ci lui remet la place le 7 février[8]. La pacification est l’affaire de trois semaines.
- 5 février : arrivée du jeune roi à Rouen[9].
- 8 février : mort de François V de La Rochefoucauld ; à l’occasion des obsèques de son père, Marcillac, devenu duc de la Rochefoucauld appelle à Verteuil toute la noblesse du pays[10]. Il décide de rejoindre le duc de Bouillon, en révolte dans le Limousin. Après avoir traversé Civray et Lusignan, il se porte au secours de Saumur assiégé par l’armée royale, mais y arrive quand la place a déjà capitulé (avril). Il envoie quatre cents gentilshommes à Montrond, en Bourbonnais, forteresse des Condé, puis poussé par le maréchal de La Meilleraie, il rejoint le duc de Bouillon à Turenne[11].
- 8 - 9 février : fuite de la duchesse de Longueville. Après s’être efforcée de soulever la Normandie, elle se réfugie à Dieppe, puis s’embarque à Saint-Jacques-du-Val-Hulin pour Rotterdam le 19 février. Elle se rend ensuite à Stenay, ancienne place de la maison de Condé[12].
- 20 février : Carême prenant. Bal de Monsieur au Luxembourg[13].
- 24 février : la Cour est de retour à Paris[9].
- 28 février : comme naguère la duchesse de Chevreuse, la duchesse de Longueville rejoint Turenne à Stenay, après avoir voyagé via la Hollande en se déguisant en homme[14].

### Mars
- 2 mars : disgrâce du chancelier Séguier. Charles de l’Aubespine, marquis de Châteauneuf, conseiller d’État est nommé garde des Sceaux[15]. Ce dernier les conserve jusqu’au 4 avril 1651.
- 5 mars : la Cour part pacifier la Bourgogne[9] (province dont Condé était le gouverneur) où les partisans de Condé ont pris les armes. Elle est à Dijon le 16 mars[16].
- 21 mars : le duc de Vendôme, nommé gouverneur de Bourgogne à la place de Condé, met le siège devant Bellegarde (Seurre) où les partisans des princes se sont retranchés[16]. Louis XIV visite l’assiégeant.

### Avril
- 5 avril : la duchesse de Bouillon et sa fille, qui ont réussi à s’échapper une première fois, sont reprises et emprisonnées à la Bastille[12].
- 9 avril : capitulation de Bellegarde ou Seurre en Bourgogne ; l’armée royale entre dans la ville le 21 avril[16].
- 11 avril : la princesse de Condé et son fils le duc d'Enghien tenus en surveillance à Chantilly, s’échappent[9]. Le 14 avril, ils gagnent Montrond en Berry[17], puis rejoignent en Limousin le duc de Bouillon et La Rochefoucauld, qui les mènent à Bordeaux.
- 18 avril : reddition du château de Saumur, assiégé par les troupes du roi conduites par Comminges[18].
- 22 avril : Bussy signe son contrat de mariage avec Louise de Rouville ; les noces ont lieu début mai. C’est son second mariage[19].
- 27 avril : la princesse douairière de Condé, demande qu’en application de la déclaration du 24 octobre 1648 ses fils et son gendre emprisonnés soient jugés par le Parlement de Paris[16].
- 30 avril : traité de Stenay conclu avec l’Espagne, dans l’intention de libérer les princes, par la duchesse de Longueville et le maréchal de Turenne, réfugiés à Stenay[9].

### Mai
- 2 mai : la Cour retrouve le Palais-Royal[9].
- 9 mai : déclaration du Roi contre la duchesse de Longueville, le duc de Bouillon, le maréchal de Turenne, le prince de Marcillac, leurs complices et adhérents, déclarés perturbateurs du repos, criminels de lèse-majesté au premier chef ; elle prononce la confiscation de tous leurs biens[20] Ces lettres  sont vérifiées en Parlement le 16. Cela devrait leur valoir la peine capitale s’ils tombent dans les mains des troupes loyalistes.
- 22 mai : la princesse de Condé qui a été réveillée par Mme de Tourville sur ordre du duc de Bouillon part de Turenne et va à Cressensac où s’opère la jonction avec les armées venues du Périgord[21].
- 24 mai :
  - René de Longueil, président de Maisons, remplace à la surintendance des Finances tout à la fois Particelli, décédé, et le comte d’Avaux, démissionnaire[9].
  - les ducs de Bouillon et de La Rochefoucauld battent le duc d’Epernon au combat de Limeuil[22].
- 31 mai : la princesse de Condé et son fils, le duc d’Enghien, se réfugient à Bordeaux[2].

### Juin
- 1er juin : le duc de Vendôme reçoit la surintendance de la Mer et son fils, François de Vendôme, la survivance de cette charge prestigieuse[23].
- 2 juin : la Cour quitte Paris pour Compiègne. Les ducs de Bouillon et de La Rochefoucauld entrent à Bordeaux[9].
- 7 juin : Henri de Sévigné achète avec la caution de son épouse le gouvernement de Fougères, moyennant 60 000 livres.
- 15 juin : l’archiduc Léopold-Guillaume de Habsbourg, gouverneur des Pays-Bas espagnols, aidé par Turenne (solidaire de la Fronde) prend le Catelet. Le maréchal de Plessis-Praslin le force à lever le siège de Guise le 1er juillet[24].
- 22 juin :
  - à Bordeaux, une assemblée tumultueuse tenue à l’hôtel de ville proclame l’adhésion de la ville au parti des princes[25]. Le Parlement demeure silencieux. Début de l’Ormée.
  - Bussy rallie à Montrond le parti de la Fronde des princes[26].
- 29 juin : le roi et Mazarin partent de Compiègne pour Paris[22].

### Juillet
- 2 juillet :
  - levée du siège de Guise[27].

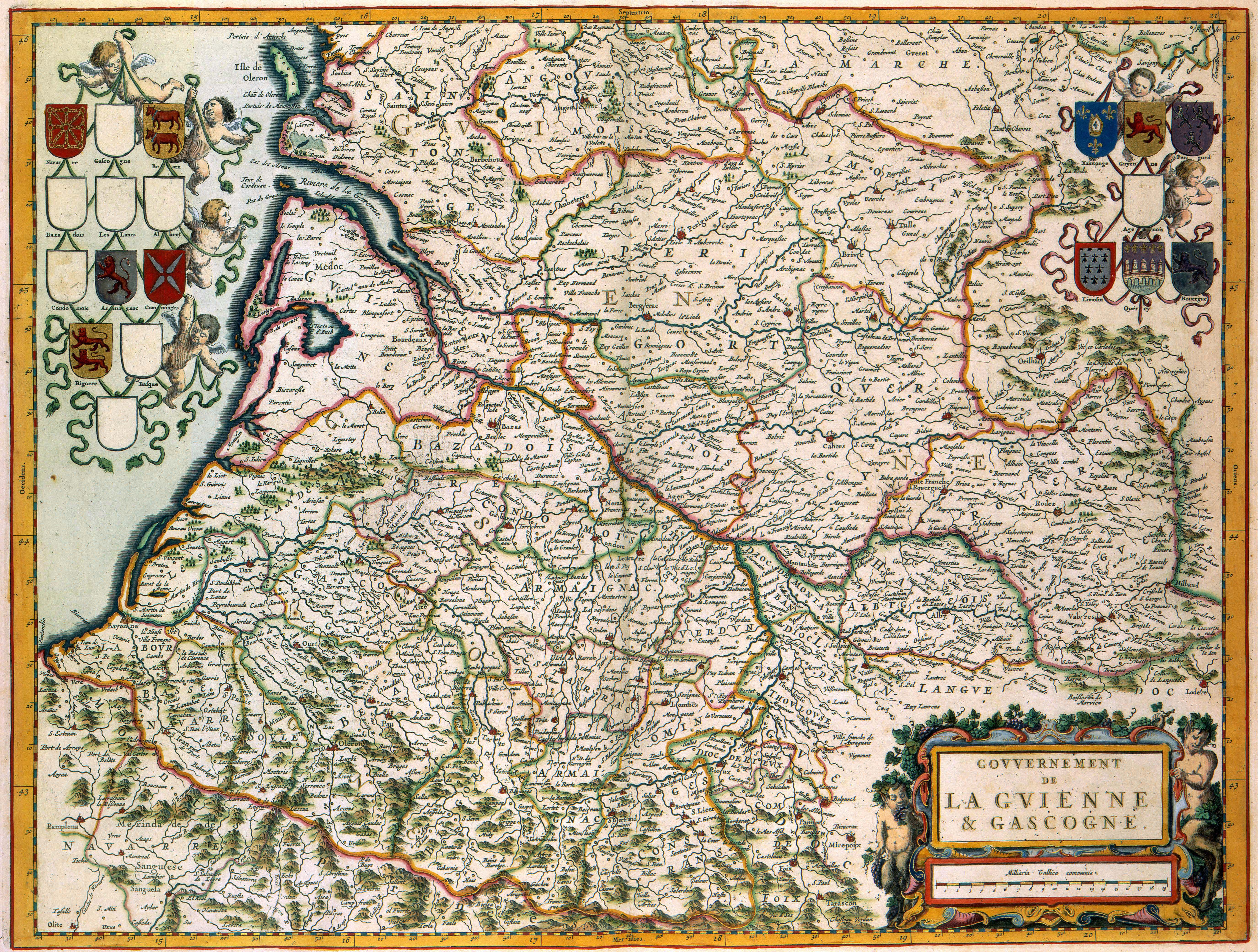
Gouvernement de la Guyenne et Gascogne, carte de Johannes Blaeu (1662), basée sur une carte de Nicolas Sanson de 1650.

  - Bussy écrit à Madame de Sévigné : « …je sers contre mon roi un prince qui ne m’aime pas. » Le prince dont il parle est Condé. Faute d’argent pour lever des troupes, il rejoint le duc de Nemours à Paris[19].
- 4 juillet : la Cour quitte Paris pour la Guyenne[9]. Une armée royale est dirigée sur Bordeaux. Gaston d’Orléans reste à Paris comme lieutenant-général du royaume[22]. En juillet et en août, Gondi profite du déplacement de la cour en Guyenne, où la ville de Bordeaux s’est révoltée, pour s’emparer de l’esprit de Gaston d’Orléans, afin d’utiliser celui-ci contre Mazarin. Toute l’année se passe en intrigues obscures et embrouillées. Surtout, le Coadjuteur travaille ferme à obtenir son chapeau de cardinal. Il multiplie les démarches dans ce sens, mais se heurte à la mauvaise volonté d’Anne d’Autriche et de Mazarin[28].
- 7 juillet : après avoir reçu un député du parlement de Bordeaux, le parlement de Paris décide d’adresser des remontrances à la régente pour lui recommander les intérêts de la Guyenne[27].
- 8 juillet : deux frégates et une pinasse espagnoles apportent de l’argent aux frondeurs bordelais[29].
- 9 juillet : les ducs de Bouillon et de La Rochefoucauld soulèvent les Bordelais contre le Parlement de la ville[22].
- 16 juillet : la Muse historique rapporte que le prince d’Harcourt défend sa porte à la marquise de Sévigné, à la comtesse de Fiesque et à Madame de Montglas, qui lui étaient « suspectes pour être un peu trop guillerettes »[30].
- 24 juillet : les Espagnols et Turenne prennent l’offensive sur la frontière du nord[16].

### Août
- 1er août : à Paris, Gaston d’Orléans impose la destitution du duc d’Épernon. Le même jour, la cour arrive à Libourne[22]. Hostilités en Bordelais.
- 3 août : prise de La Capelle aux Espagnols par le maréchal du Plessis-Praslin[31]. (Gaston d’Orléans est lieutenant général du royaume et comme tel chef des armées).
- 4 août : Richon, gouverneur frondeur du château de Vayres, est pendu à Libourne sur ordre du maréchal de la Meilleraye[22].
- 6 août : exécution à Bordeaux du baron de Canolle, officier royal prisonnier des Frondeurs[22].
- 8 août : La Rochefoucauld apprend que son château de Verteuil est en partie rasé par les troupes royales en représailles. Sa mère, sa femme et ses enfants sont un temps sans retraite[32].
- 11 août : les troupes royales se saisissent d'Isle Saint-Georges, en amont de Bordeaux[33].
- 13 août : une armée espagnole conduite par l’archiduc Léopold-Guillaume s’empare de Château-Porcien puis de Rethel trois jours plus tard, pendant que les troupes de Turenne, entrées en rébellion, sillonnent le pays. Le marquis de Senneterre, rejoint par du Plessis-Praslin mettent Reims en état de défense le 27 août[34].

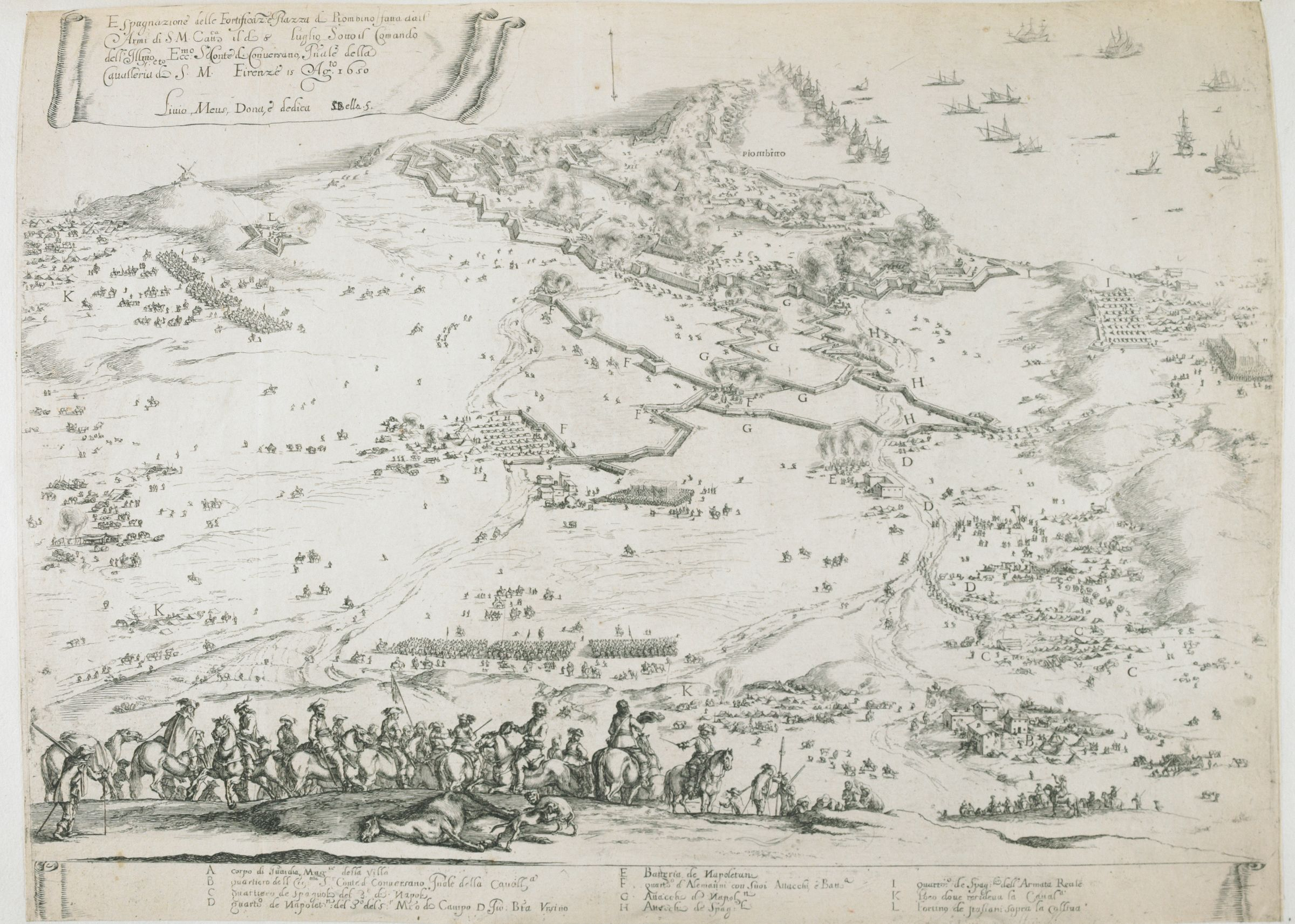
Siège de Piombino, gravure de Stefano della Bela, v. 1650.

- 15 août : en Toscane, les Espagnols prennent sur les Français les présides de Porto-Longone et Piombino[31].
- 17 août : liesses populaires à la nouvelle de la naissance d’un fils, Louis-Gaston, à Gaston d’Orléans, le duc de Valois qui meurt deux ans plus tard[22].
- 22 août : Gaston d’Orléans obtient du Parlement en mettant lui-même la main à la poche une levée de fonds pour l’effort de guerre[22].
- 26 août : Mazarin arrive au camp de Cenon et montre au jeune Louis XIV, du haut d’une colline, la ville de Bordeaux en état de siège[35].
- 27 août : l’armée de Turenne, qui s’est emparée de Rethel, pousse une pointe jusqu’à La Ferté-Milon et Dammartin, mais ne va pas plus loin[36]. L’alerte dure jusqu’au 30 août.
- 29 août : transfert des princes du château de Vincennes au château de Marcoussis[9].
- 30 août : les habitants de Bordeaux sont déclarés criminels de lèse-majesté[35].

### Septembre
- 3 septembre : Mazarin à Lionne, qui est à l’époque secrétaire des commandements de la reine, « Il faut sortir de l’affaire de Bordeaux. »[37]
- 5 septembre : à Bordeaux, les troupes royales s’emparent du faubourg Saint-Seurin[22].
- 8-16 septembre : attaque de la demi-lune de la porte Dijeaux à Bordeaux, qui résiste[22].
- 12 septembre : Gaston d’Orléans reçoit un émissaire espagnol, don Gabriel de Tolède, et entreprend, dans le dos de Mazarin, des négociations en vue de la paix générale[15].
- 16-22 septembre : suspension d’arme et négociation des conditions de paix avec les Bordelais[38]. L’approche des vendanges met les Bordelais dans l’obligation de traiter[35].
- 28 septembre : la paix est signée entre les Bordelais et la cour à Bourg ; les Bordelais obtiennent le départ des troupes royales, la révocation du duc d’Épernon et une amnistie générale, mais pas la libération des princes[38].

### Octobre
- 1er octobre : déclaration du roi au parlement de Bordeaux portant amnistie générale de ce qui a été fait depuis les dernières déclarations (du 26 décembre 1649), enregistrée le 7 janvier 1650 et révocation du duc d’Épernon du gouvernement de Guyenne[39]. La princesse de Condé, les ducs de Bouillon et de La Rochefoucauld sont amnistiés et autorisés à se retirer dans l’une de leurs maisons[40].
- 3 octobre : la princesse de Condé quitte Bordeaux accompagnée des ducs de Bouillon et de La Rochefoucauld ; sur le conseil du maréchal de la Meilleraye, la princesse se rend à Bourg saluer le jeune roi et sa mère[41].
- 4 octobre : entrevue officielle de La Rochefoucauld et du duc de Bouillon avec Mazarin, à Bourg, après l’amnistie. C’est à cette occasion que La Rochefoucauld se rend à la messe dans le carrosse de Mazarin, et répond au Cardinal : « Tout arrive en France. » Il salue le roi et met un genou en terre pour lui demander pardon[42].
- 5 octobre : Louis XIV et Anne d’Autriche entrent solennellement dans Bordeaux[9].
- 6 octobre : La Rochefoucauld prend congé de la princesse de Condé et regagne les ruines de son château de Verteuil[42]. Il ne peut reprendre sa charge de gouverneur du Poitou, et ne touche aucune indemnité pour la démolition de Verteuil[32].
- 11 octobre : « La duchesse et les demoiselles de Bouillon-Turenne, ses sieur et fille, font grande réjouissance en la Bastille et leurs femmes y dansent le soir sur la terrasse »[43].
- 15 octobre : la Cour quitte Bordeaux[9].
- 16 octobre : Jean de Labadie quitte l’Église catholique romaine et devient pasteur de l’église réformée de Montauban[44].

### Novembre
- 4 novembre : la foule pend en effigie le cardinal Mazarin pour se venger d’une tentative d’assassinat contre François de Vendôme, tentative que l’on impute au cardinal[45].
- 6 novembre : l’archiduc Léopold-Guillaume prend Mouzon avant de se retirer aux Pays-Bas[34].
- 7 novembre : la Cour est à Fontainebleau[45]. Mazarin tient des conférences à Fontainebleau avec la duchesse de Chevreuse, qui demande le chapeau de cardinal pour Gondi ; devant le refus du Conseil, Mazarin ajourne l’affaire jusqu’au retour de la reine à Paris. Ulcéré, Gondi intrigue pour réconcilier la Fronde parlementaire et la Fronde des princes[46].
- 9 novembre : Bossuet soutient sa thèse, dite sorbonique[47].
- 10 novembre : réconciliation de Gaston d'Orléans et de Mazarin[48]. On demande à Gaston, qui est allé retrouver la cour en grand appareil à Fontainebleau, d’approuver le transfert des princes au Havre[45].
- 12 novembre : rentrée du parlement de Paris le lendemain de la Saint-Martin ; les audiences sont différées jusqu’au 2 décembre[49].
- 15 novembre :
  - arrivée de la cour à Paris[9] ;
  - les princes sont transférés de Marcoussis au Havre où ils sont le 25 novembre[50].
- 29 novembre : Nicolas Fouquet devient procureur général au Parlement de Paris[49]. Il a acheté la charge pour 450 000 livres à Blaise de Méliand.
- Novembre : la famille de Blaise Pascal revient à Paris[51].

### Décembre
- 1er décembre : départ de Mazarin pour l’armée de Champagne[49].
- 2 décembre : mercuriale du Parlement de Paris. Le conseiller Deslandes-Payen y présente une requête de la princesse de Condé pour faire libérer les princes[49].
- 5 décembre : entrevue de Gondi et de la princesse palatine en vue de réaliser l’union de la vieille Fronde et de la Fronde des princes. Il profite de l’absence de Mazarin[52].
- 9 décembre : la Gazette de Renaudot donne à Gaston le titre de père de la patrie[53].
- 14 décembre : prise de Rethel sur les Espagnols par le maréchal du Plessis-Praslin[31].
- 15 décembre : Turenne est vaincu aux côtés des Espagnols à la bataille de Rethel, improprement appelée, car elle se déroule à sept lieues de Rethel, entre les villages de Sommepy et de Semide, dans les Ardennes par le maréchal loyaliste du Plessis-Praslin[31].
- 16 décembre : la duchesse de Longueville écrit au duc de La Rochefoucauld. Elle  est accablée par le sort dans sa retraite de Stenay : la princesse douairière meurt le 2 décembre en lui laissant peu de son héritage ; Turenne est battu à Rethel ; de la Moussaie, l’un de ses meilleurs soutiens, vient de mourir à Stenay ; Tracy, amoureux d’elle mais déçu, quitte Stenay. De plus, les troupes royales menacent d’encercler la citadelle[54].
- 20 décembre : au Parlement, le Coadjuteur réclame pour les princes, transférés au Havre, une prison plus salubre et attaque le cardinal Mazarin[55].
- 30 décembre : le parlement de Paris demande la libération des princes ou leur jugement[9]. Députation à la reine mère, à l’instigation de Gondi, pour demander la libération des princes frondeurs[49].
- 31 décembre : Mazarin de retour à Paris[52].